# Begonia rubiteae
Espèce
Begonia rubiteae est une espèce de plantes de la famille des Begoniaceae.
Elle a été décrite en 2010 par Mark Hughes.